# Toxeuma paludum
Toxeuma paludum är en stekelart som beskrevs av Graham 1959. Toxeuma paludum ingår i släktet Toxeuma och familjen puppglanssteklar.
Artens utbredningsområde är Sverige. Arten är reproducerande i Sverige. Inga underarter finns listade i Catalogue of Life.